# Astrochelys
Astrochelys é um gênero de tartarugas terrestres da família Testudinidae. As duas espécies do gênero são típicas de Madagascar, e estão classificadas como espécie em perigo crítico na  Lista Vermelha da IUCN.

## Espécies
- Astrochelys radiata
- Astrochelys yniphora
- Astrochelys verrucosus